# Georges Hourdin
Georges Hourdin (Nantes, 3 gennaio 1899 – Clamart, 29 giugno 1999) è stato un giornalista e saggista francese di orientamento cattolico, fondatore della rivista La Vie catholique.